# Sulusaray
Sulusaray là một huyện thuộc tỉnh Tokat, Thổ Nhĩ Kỳ. Huyện có diện tích 277 km² và dân số thời điểm năm 2007 là 9595 người, mật độ 35 người/km².